# Велизи Вилакубле
Велизи Вилакубле (фр. Vélizy-Villacoublay) град је у Француској, у департману Ивлен.
По подацима из 1999. године број становника у месту је био 20.342.

## Демографија
| 1962. | 1968.  | 1975.  | 1982.  | 1990.  | 1999.  | 2011.  |
| ----- | ------ | ------ | ------ | ------ | ------ | ------ |
| 6.402 | 15.471 | 22.611 | 22.430 | 20.725 | 20.342 | 20.711 |